# Пори року (Гайдн)
«Пори року» — ораторія Йозефа Гайдна, прем'єра якої відбулася 1801 р. 

## Історія створення
Після дуже вдалої прем'єри ораторії «Створення світу» 1799 р. (яка принесла Гайдну не тільки ще більше визнання, а й небувалий фінансовий успіх), автор лібрето Готфрід ван Стівен вирішив написати  лібрето для нової ораторії. Основою ораторії стали чотири поеми з однойменною назвою «Пори року» англійського поета Джеймса Томсона у перекладі ван Світена. Також лібретист доповнив сюжет текстом двох пісень (К. Ф. Вайса та Г. А. Бюргера) та рядками з псалмів № 3, 15 та 24.
Хоча спершу Гайдн мав зауваження до лібрето, він таки написав на його основі нову ораторію. 24 квітня 1801 р. відбулася прем'єра при дворі віденського вельможі Йозефа Шварценберга. Успіх був таким переконливим, що за тиждень твір повторили ще 2 рази. 29 травня відбулася публічна прем'єра в залі Віденського Редуту.

## Виконавський склад
Твір написаний для мішаного хору, симфонічного оркестру (флейта-піколо, по 2 флейти, гобої, кларнети, фаготи та 1 контрафагот, 4 валторни, 2 труби, 3 тромбони, литаври, трикутник, бубон, струнно-смичкові) та трьох солістів (сопрано, тенор, бас).Це старий орач Симон (бас), його дочка Ганна (сопрано) і закоханий в неї молодий селянин Лука (тенор).

## Композиція та драматургія
Ораторія складається з 4-рьох частин, кожна з яких починається оркестровим вступом. Загальна кількість номерів — 47 (13 хорів, 10 арій, 6 ансамблів, оркестрові епізоди).
Драматургія ораторії базується на неквапливій зміні контрастних картин. Чотирьом порам року відповідають 4 частини ораторії - «Весна», «Літо», «Осінь», «Зима», кожна з яких має свій колорит. Всі частини складаються з ряду номерів, загальна їх кількість 47. З них 13 хорів (це хори селян, орачів, мисливців), 6 ансамблів (здебільшого терцетів), 10 арій. Крім цього є речитативи і оркестрові номери. Кожна з 4-х частин починається інструментальним вступом, який містить програмне пояснення музичного змісту. 

## Характеристика
У творчому доробку Гайдна важливе значення має інструментально-хорова музика. Гайдн написав 14 месс, мадригал для хору та оркестру «Буря», твір «Сім слів Спасителя на хресті» (в кількох редакціях: для оркестру, струнного квартету, ораторія). Довершенням творчості є ораторії: «Створення світу», «Пори року». До цього жанру композитор звернувся в пізній період творчості після повернення з Лондона, де ймовірно почув ораторії Г.Генделя.
На відміну від ораторії «Створення світу», в якій композитор «озвучує» біблійну історію створення Землі, ораторія «Пори року» написана на побутову тематику. Пори року композитор зображує через призму сприйняття та розуміння їх простими людьми — селянами, чий побут і праця абсолютно підпорядковані змінності пір року. Кожна з частин — яскрава картина сільського життя з картинами природи, сценами селянської праці та побуту. Таким чином музикант свідомо чи несвідомо підтримує думку французького просвітника Жана-Жака Руссо, який прославляв гармонію людини та природи.В них також розкривається світ почуттів і переживань простих людей: юнака (Луки — тенор) та дівчини (Ганни — сопрано), та людини старшого покоління, досвідченої і по-простому мудрої (Симон — бас). Весь твір пронизаний інтонаціями близькими до австрійських та німецьких народних пісень, вжито цілий арсенал різноманітних звукозображальних прийомів.

### Перша частина «Весна»
Вступ до першої частини найбільш розгорнутий — фактично відіграє роль увертюри. Композитор додає програмну назву на початку: «Перехід від зими до весни». Форма — сонатна. Головна партія — тема зими, написана в соль мінорі, зосереджена та напружена, з прихованим внутрішнім контрастом, тонально нестійка. Побічна партія — тема весни, повністю протилежна, звучить в Сі-бемоль мажорі, тонально стійка, світла, наспівна. Вступ переходить в речитатив селян. Хор землеробів «До нас, до нас весна» (№ 2) витриманий у дусі хороводних підголоскових пісень. Подібне Allegro легко уявити в симфонії Гайдна через опору на народно-жанровий тематизм.  Хор селян «До нас, до нас весна» — світла картина весняної ідилії. Мелодію, проведену скрипками та флейтами, підхоплює 4-голосний хор. 
Поступово Гайдн вводить солістів, музичні номери яких чергуються із хоровими. Композитор використовує прийом тембрової драматургії: спочатку вступає бас (Симон), потім тенор (Лука) і на завершення звучить світлий тембр сопрано (Ганна).Перший сольний номер ораторії - арія Симона про веселого орача. Мелодія в народному дусі відрізняється ритмічною чіткістю, квадратною будовою, опорою на звуки основних функцій (T і D).В оркестровому супроводі звучить самоцитата: тема варіацій з симфонії № 94 «Сюрприз».
Драматургія частини вирішена за принципом наростання: відображення розквіту весняної природи від провесні до весни вповні. Завершується частина хором «Пісня радості» (№ 8), яка є справжнім гімном природі.

### Друга частина «Літо»
Яскрава мозаїка з різноманітних картин природи (від передсвітанкової пори зі співом півнів до тихого літнього вечора після трудового дня) та сільського побуту.
Після лаконічного вступу (8 тактів з авторською ремаркою «Перед початком літнього дня») Гайдн змальовує атмосферу літнього дня в партіях солістів (арія Симона з соло валторн та терцет з хором).
Апогеєм всієї частини є розділ «Гроза» (№ 18-19). Написаний в до мінорі. За структурою нагадує малий поліфонічний цикл: початковий розділ, імпровізаційного характеру нагадує прелюдію, після нього звучить стрімка фуґа. Цей розділ — енциклопедія звукозображальних прийомів: тремоло литавр передає грім, флейти нагадують спалахи блискавок, а в стрімких лініях оркестру чутні пориви вітру. Репліки хору звучать напружено, схвильовано. Подвійна фуґа загострює атмосферу схвильованості: обидві теми (і хорова, і оркестрова) нестійкі, з великою кількістю хроматизмів.Виразні засоби, знайдені Гайдном для втілення стихії, що розбушувалася, набули взірцевого характеру. Про це свідчать музичні «грози» в наступних поколіннях музикантів («Пасторальна» симфонія Бетховена, «Фантастична» - Берліоза).

### Третя частина «Осінь»
Оркестровий вступ подібний до танцю. За ремаркою автора це «радість, викликана збором щедрого урожаю». У цій частині панує святковий настрій: селяни святкують прихід осені — пори, що щедро нагороджує їх за літню працю.Очевидно, на відміну від романтиків, Гайдн сприймав осінь не як меланхолійний час в'янення і смутку, а як благодатну пору, коли земля винагороджує працю селян, і приходить час свят і мисливських забав. У центрі частини дві масові сцени. Перша — сцена полювання (№ 29). Починається закличними сигналами 4-х валторн. Музика швидка, радісно-піднесена. Тональність Ре мажор, а наприкінці номера — Мі-бемоль мажор, це вкрай рідкісний випадок в музиці XVIII століття. Виразний зміст цього тонального зсуву — передача піднесеного настрою, зростаючого ентузіазму полювання.У партії оркестру є низка звукозображальних прийомів: гавкіт собак (форшлаги фаготів та контрфаготів), біг оленів (стрімкі пасажі).
Ще одна яскрава жанрова замальовка — заключний хор (№ 31) До мажор. Картина народного свята. У партії оркестру Гайдн імітує деякі елементи народного музикування: ліру, фідель, волинку.

### Четверта частина «Зима»
Остання частина водночас змальовує сцени з неквапливого домашнього побуту селян (знаменита «Пісня прядки») та містить філософський підтекст: передає душевний стан людини наприкінці життя.
Вступ до цієї частини вражає своїм психологізмом.Передає не стільки зимовий пейзаж ( за авторським поясненням це «густий туман на початку зими»), скільки душевний стан людини в кінці життєвого шляху. Скорботний настрій створюється за допомогою монотонного ритмічного руху в темпі Adagio, напружених інтонацій, мінорних барв (патетичний c-moll), суворого акордового складу. 
В останній арії Симона «Поглянь сюди»  композитор розкриває головну ідею твору, його мораль, відповідаючи на запитання про сенс людського існування: шлях людини на землі не щезне, якщо після нього залишаються добрі справи. Форма арії вільна, це монолог декламаційного типу.
Філософська лірика поєднується з картинами селянського домашнього побуту. Нехитра і поетична «Пісня прядки», яку співає Ганна з хором (d-moll, Allegro). і комічна сценка, яка розкриває історію залицянь поважного дворянина до селянської дівчини (№ 40 — «Якось до порядної дівчині пристав», G-dur). Ганна виконує один за іншим куплети в народному дусі. Кожному куплету відповідають хорові приспіви. Хор ставить запитання, висловлює співчуття або подив, вибухає реготом, тобто передає живу реакцію слухачів на розповідь Ганни. Мелодію куплетів Гайдн дотепно варіює. Вона то переноситься в мінор, то набуває декламаційного характеру (коли Ганна пародіює мову заїжджого пана).